# L'automne des pommiers
L'Automne des pommiers es una película marroquí de 2020 dirigida por Mohamed Mouftakir. La película inauguró el Festival Nacional de Cine de Tánger y se proyectó en el Festival Internacional de Cine de El Cairo.

## Sinopsis
Slimane es un joven que nunca ha conocido a su madre y que ha sido repudiado por su padre. Se propone investigar y averiguar qué ocurrió realmente antes de que él naciera.

## Reparto
- Fatima Kheir
- Saad Tsouli
- Naima Lamcherki
- Mohamed Tsouli
- Hassan Badida
- Ayoub Layoussoufi
- Anass Bajoudi

## Premios y reconocimientos
Festival Nacional de Cine 2020 (Tánger)
- Gran Premio
- Mejor imagen